# Stammaktie

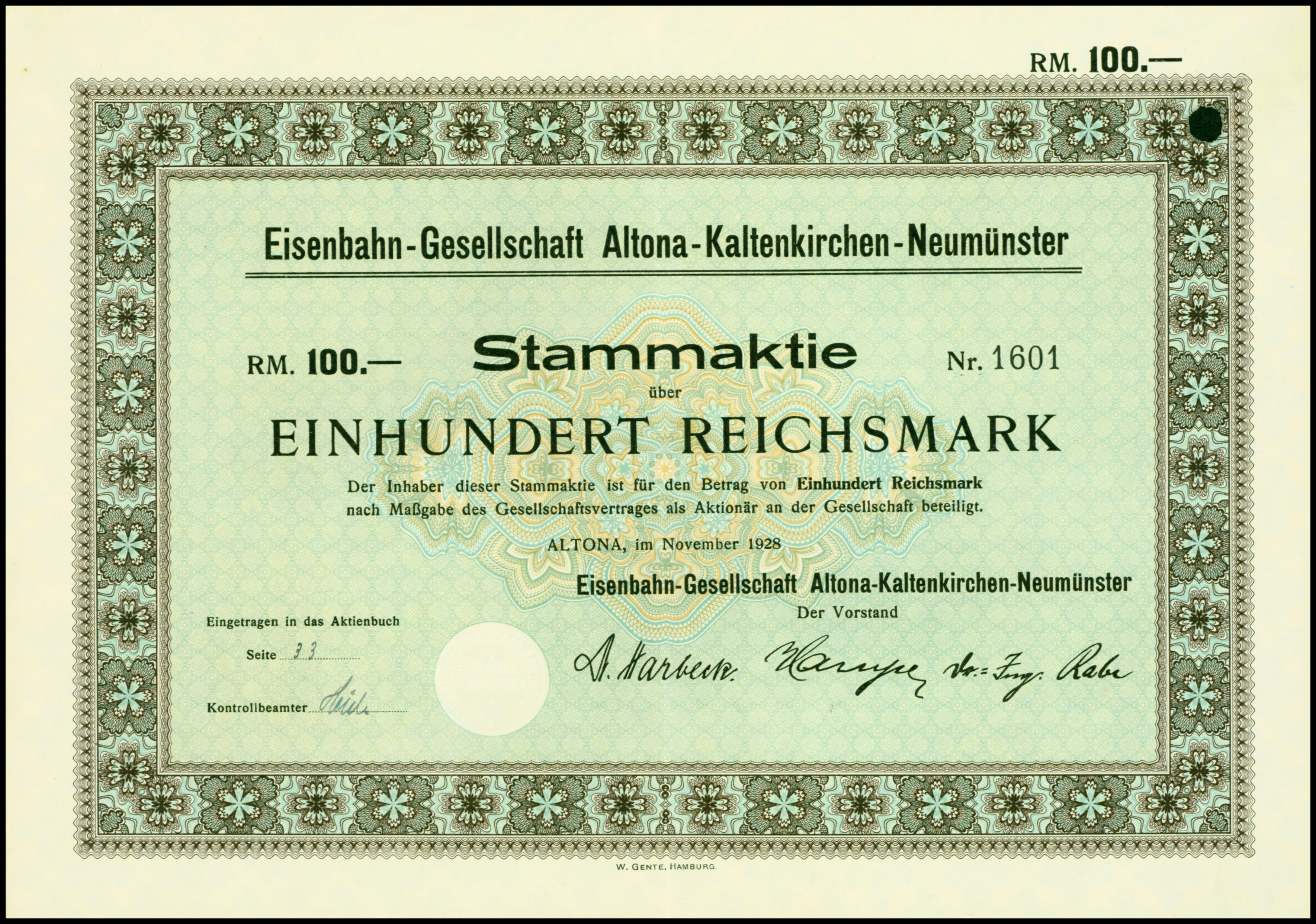
Stammaktie der Eisenbahn-Gesellschaft Altona-Kaltenkirchen-Neumünster vom November 1928

Der Begriff Stammaktie (engl. voting share oder common stock) bezeichnet die Eigenschaft einer Aktie, mit Stimmrechten behaftet zu sein. Das Gegenstück zu einer Stammaktie ist die Vorzugsaktie, die nicht mit einem Stimmrecht versehen ist, jedoch zum Ausgleich des fehlenden Stimmrechts auf irgendeine Weise bevorzugt behandelt wird, beispielsweise durch eine höhere Dividende.
Gemeinsam mit der Summe über die Nennwerte der emittierten (ausgegebenen) Vorzugsaktien bildet die Summe über die Nennwerte der emittierten Stammaktien das Grundkapital.

## Stimmrecht
Jede Stammaktie verbrieft das Recht eines Aktionärs auf Abstimmung bei Hauptversammlungen des Unternehmens. Dabei ist jeder Stammaktie genau eine Stimme zugeordnet, Mehrstimmrechte sind nach dem deutschen Aktiengesetz untersagt. Die Wirtschaftsminister der Länder können hiervon Ausnahmen zulassen, soweit es zur Wahrung überwiegender gesamtwirtschaftlicher Belange erforderlich ist.
Während heute eine Bündelung von Stimmrechten durch einen Aktionärsbindungsvertrag oder Wertpapierleihe einfach möglich ist, war dieses früher unzulässig; so sah das Aktiengesetz von 1937 vor, dass „… wer zur Ausübung des Stimmrechts … Aktien eines anderen benutzt, die er sich zu diesem Zweck durch Gewähren oder Versprechen besonderer Vorteile verschafft hat … mit Geldstrafe von bis zu 100.000 Reichsmark bestraft werden kann.“ Allerdings wurden Stimmrechte von den Depotbanken gebündelt und teilweise auch missbräuchlich eingesetzt. So haben auf der Hauptversammlung der Daimler-Benz AG 1993  die Depotbanken sich durch ihr Depotstimmrecht auf die Seite von Daimler gestellt und gegen eine Ausschüttung der Gewinnrücklagen votiert, denn der Antrag wurde mit mehr als 99,7 Prozent der Stimmen abgelehnt.